# Mesochorus rubranotatus
Mesochorus rubranotatus är en stekelart som beskrevs av Kusigemati 1985. Mesochorus rubranotatus ingår i släktet Mesochorus och familjen brokparasitsteklar. Inga underarter finns listade i Catalogue of Life.